# ملعب أوراوا كومابا
ملعب مدينة سايتاما كومابا (باليابانية: さいたま市浦和駒場スタジアム) هو ملعب رياضي في أوراوا كو، سايتاما، اليابان. يستيعب الملعب لجلوس 21,500 متفرج. يستخدم الملعب نادي أوراوا ريد دايموندز وهو أحد فرق دوري الدرجة الأولى الياباني. أرضية الملعب من العشب الطبيعي.

## وصلات خارجية
- حديقة كومابا الرياضية نسخة محفوظة 8 أبريل 2005 على موقع واي باك مشين.